# Novell
Novell behoort tot de eerste computerbedrijven die het mogelijk maakten data en programma's te delen op verschillende personal computers. Het deed dat in 1983 met het besturingssysteem van een bestandsserver, 'NetWare' genaamd. Hoewel er op dit gebied concurrenten waren, zoals IBM PC-LAN, Microsoft Lan Manager, Banyan Vines en Artisoft Lantastic, werd Netware de dominante speler, omdat het een groot aantal extra faciliteiten bood zoals het kunnen terughalen van overschreven bestanden en het gebruik van lokaal op de werkplek aangesloten printers als netwerkprinter.
Novell gebruikte een eigen netwerkprotocol (IPX) en een eigen besturingssysteem, waardoor het flexibeler was dan de aan SMB en MS-DOS gebonden concurrentie. Met NetWare werd Novell groot.
Novell maakte deel uit van The Attachmate Group. In 2014 werd deze groep overgenomen door Micro Focus International.

## Geschiedenis
Novell ontstond in 1979 te Provo (Utah) onder de naam Novell Data Systems Inc. als een hardwareleverancier waar CP/M-systemen geproduceerd werden. Het bedrijf werd opgericht door George Canova, Darin Field en Jack Davis. De financiering voor de start van het bedrijf kwam van Safeguard Scientifics Inc.. Aanvankelijk liep het niet goed en zowel Davis als Canova verlieten het bedrijf al snel.

### Naam
De naam Novell werd gesuggereerd door de vrouw van George Canova, die dacht dat novell het Franse woord voor nieuw was - het Franse woord voor 'nieuw' is echter nouveau of nouvelle.

### NetWare
In januari 1983 werd de naam van het bedrijf ingekort tot Novell Inc., en werd Raymond Noorda president-directeur. Tevens werd in dit jaar zijn belangrijkste product op de markt gebracht: het op meerdere platforms inzetbare network operating system Novell NetWare.
Novell baseerde zijn netwerkprotocol op XNS en creëerde zijn eigen standaarden van IDP en SPP, die IPX (Internetwork Packet eXchange) en SPX (Sequenced Packet eXchange) genoemd werden. Diensten voor het delen van bestanden en printers lopen via het Netware Core Protocol(NCP) over IPX, net als het Routing Information Protocol (RIP) en Service Advertising Protocol (SAP).
NetWare werd in het geheugen geladen door DOS, maar draaide niet onder DOS, de processor werd tijdens de laadprocedure in protected mode geplaatst en het Novell-besturingssysteem werd geladen boven de 1MB-grens. DOS bleef daarbij werkeloos achter onder de 1MB-grens, behalve bij de zogenaamde ‘non-dedicated’ fileserver. Hierbij kon de fileserver zelf ook gebruikt worden als werkstation (de computer stond dan snel te schakelen tussen protected en real mode). Omdat Novell niet langer afhankelijk wilde zijn van  MS-DOS of IBM PC-DOS, vond de acquisitie van Digital Research plaats in 1991. Hierdoor verkreeg het bedrijf de licentierechten op DR-DOS dat omgedoopt werd in Novell DOS.
Novell liep zeer goed in de jaren 80 door agressief op te treden in de markt, in eerste instantie door het verkopen van dure netwerkkaarten met hun network operating system (NOS) daarbij gevoegd tegen kostprijs. Rond 1990 was er bijna sprake van een monopolie in de NOS-markt en ook op alle segmenten in deze markt.
In deze leidende positie begon Novell bedrijven en software op te kopen om diensten bovenop zijn NetWare-besturingssysteem te kunnen leveren. Zo kwamen er producten als Novell Multi-Protocol Router, Novell GroupWise en Novell BorderManager bij.

### Een stap verder
Novell diversificeerde echter onverstandig, verlegde zijn aandacht van de kleine gebruikers naar grote bedrijven, investeerde niet genoeg in onderzoek en ontwikkeling en maakte zijn vlaggenschipproduct weinig transparant en moeilijk te beheren. In 1993 kocht Novell Unix Systems Laboratories van AT&T, waarmee ze de rechten op het Unix-besturingssysteem kregen: ogenschijnlijk om de strijd met Microsoft aan te kunnen. In 1994 werden WordPerfect en Quattro Pro gekocht van Borland; deze aankopen waren echter tijdelijk. 
Novell verkocht in 1995 de rechten op UNIX aan Santa Cruz Operation dat het vijf jaar later verkocht aan Caldera (sinds 2002 SCO Group). (Dit leidde later tot de claim van SCO dat zij eigenaar van UNIX-broncode was en op basis hiervan recht had op vergoedingen van onder meer IBM in verband met vermeend lekken van UNIX-broncode in de bijdragen van IBM aan het opensourcebesturingssysteem Linux. De Amerikaanse rechter bevestigde echter in augustus 2007 dat Novell eigenaar van de broncode was.) 
WordPerfect en Quattro Pro werden tezamen verkocht aan Corel in 1996, maar WordPerfect Office, nu GroupWise, en onder andere het kantoorpand in Capelle aan den IJssel bleven in bezit. Digital Research werd verkocht aan Caldera Systems, later The SCO Group.
Terwijl Novell ingehaald begon te worden door nieuwe concurrentie, werd in 1994 Noorda uit het bedrijf gezet. In 1996 begon de verschuiving naar producten die overweg konden met TCP/IP en het internet in het algemeen. Dit werd nog eens versneld in 1997 met de aanstelling van Eric Schmidt als president-directeur in 1997. Het resultaat was NetWare 5 en de daarop draaiende Novell Directory Services (oftewel NDS). Omdat de omzet en winst kelderde ging het bedrijf de nadruk leggen op netwerkdiensten en interoperabiliteit.
In juli 2001 kocht Novell het consultancybedrijf Cambridge Technology Partners om het dienstenaanbod uit te kunnen breiden; Jack Messman was de man achter deze overname. Novell dacht dat de sleutel tot succes (wat betreft het tevredenstellen van klanten) besloten lag in de mogelijkheid om een complete oplossing aan te bieden - in plaats van alleen software of diensten. Deze verandering werd echter niet echt goed ontvangen bij de ontwikkelingsafdeling van Novell zelf. Ook het financiële gedeelte van de organisatie was tegen de overname.
In juli 2002 werd Silverstream Software overgenomen, een marktleider op het gebied van op het internet gerichte applicatieontwikkeling. Hieruit ontsprong Novell exteNd waarin XML en andere webtools zitten die gebaseerd zijn op J2EE.

### Linux
In augustus 2003 werd Ximian gekocht, een ontwikkelaar van opensource-Linux-applicaties: Evolution, Red Carpet en Mono, een opensource-alternatief voor .NET van Microsoft. Dit was een zeer belangrijke stap: hiermee werd de weg geplaveid voor de overstap van de NetWare naar de Linuxkernel.
Met de overname (in november 2003, voor 210 miljoen dollar) van SUSE, een zeer belangrijke ontwikkelaar van Linux-distributies, werd een zeer grote stap gezet. IBM had 50 miljoen dollar in SUSE geïnvesteerd om tot de aankoop hiervan aan te moedigen. Met het openSUSE.org-project bleef Novell SUSE doorontwikkelen als een basis voor al zijn producten.
In de zomer van 2003 werden de Novell eNterprise Linux Services (NNLS) gepresenteerd, waarmee een aantal diensten van NetWare ook beschikbaar kwam voor SUSE Linux Enterprise Server. Maar ze zijn niet exclusief voor deze Linux-distributie beschikbaar: ook onder Red Hat kunnen ze gebruikt worden, en er zijn handleidingen van enthousiastelingen die de diensten onder Debian aan de gang hebben gekregen.
Om de consultancy en ondersteuning in de Linux-tak uit te breiden werd in juli 2004 een bedrijf uit Groot-Brittannië overgenomen, Salmon genaamd. Hiermee werd de basis voor een gunstige marktpositie in Europa gelegd.
In november 2004 werd een op SUSE Linux Professional 9.1 gebaseerde Linux-distributie uitgebracht, Novell Linux Desktop 9 genaamd. Met deze Linux-versie kan er ingelogd worden op eDirectory (NDS) en kunnen de Identity-producten van Novell gebruikt worden.
"Open Enterprise Server", de complete verzameling diensten die beschikbaar zijn onder NetWare 6.5 en Linux (het bestandssysteem Novell Storage Services of NSS is hier de belangrijkste van), werd publiek gemaakt in maart 2005.
ZENworks 7 kwam in september van 2005, waarmee resources geautomatiseerd kunnen worden uitgerold in het gehele netwerk, zonder gebruik te maken van een client, maar met een zogenaamde 'agent'. Dit is een multi-platformproduct. ZENworks-agents zijn beschikbaar voor Linux en Windows. De serverversie ondersteunt ook NetWare.
In oktober 2005 werd de opvolger van eDirectory uitgebracht; eDirectory 8.8

### Het vernieuwde Novell
Novell heeft zich sindsdien een nieuwe marktpositie verworven. NetWare, waar nog één versie van uitkomt, genaamd NetWare VIX - die alleen te draaien is onder het virtualisatieplatform Xen - verdwijnt; Novell verschuift van het bieden van NetWare met diensten naar het bieden van alleen die diensten waarmee het platform nog onafhankelijk kan draaien (zoals het Identity Management-pakket): er zijn grote en riskante stappen gemaakt. Het bedrijf heeft steeds geprobeerd te innoveren wanneer het achterop dreigde te geraken.
In 2006 heeft Novell zich geconcentreerd op vijf zogenaamde 'marketplaces' om duidelijkheid en eenvoud te tonen aan de markt. Deze zijn:
Desktop
Data Center
Indentity & Security
Resource Management
Workgroup
Op 29 juni 2006 werd in Nederland Code 10 gelanceerd - dit is de omschrijving van SUSE Linux Enterprise. De bijbehorende producten zijn respectievelijk SUSE Linux Enterprise Server (SLES) en SUSE Linux Enterprise Desktop (SLED). SLED wordt gekscherend ook al de open source-Vista genoemd en wordt veelal met grote aandacht ontvangen vanwege het indrukwekkende grafisch vermogen.
Wat betreft Identity Management was Novell rond 2006 marktleider. Niet alleen technisch, maar ook wat betreft de hoeveelheid klanten die ze reeds hadden. Ook in Nederland was dit het geval. Onlangs zijn propositie en aanbod voor dit concept uitgebreid met de overname van E-Security voor ca. 70 miljoen dollar. Novell heeft nu ook zogenaamde 'enterprise-oplossingen' voor compliance en security met het product Sentinel.
Op Resource Management-gebied is Novell zeer vooruitstrevend en brengt steeds nieuwe producten op de markt om zo de vraag van de markt te kunnen beantwoorden. Het concept wordt inmiddels opgebouwd uit: ZENworks Desktop management, ZENworks Server management, ZENworks Patch management (PatchLink), ZENworks Asset management en ZENworks Linux management.
In Workgroup zitten de "oude" producten van Novell die nog steeds een redelijk groot marktaandeel hebben. Hierin zitten de producten Open Enterprise Server (NetWare voor Linux en NetWare) en GroupWise. GroupWise is inmiddels op versie 8 beland en de laatste Service Pack-release heeft een aantal bugs opgelost, bevat een Outlook-connector (kun je ook met meerdere mensen samen met Outlook werken) en is de samenwerking met Nokia gezocht voor het integreren van Intellisync. Door dat laatste wordt het nu mogelijk om meer dan 400 mobiele apparaten ook met GroupWise te gebruiken.
Data Center wordt gekenmerkt door SUSE Linux Enterprise Server die als pure applicatie/Database-server wordt gepositioneerd. Met name SAP en SUSE (SLES) worden als combinatie zeer gewaardeerd. Oracle steunt SUSE inmiddels ook en werkt samen met Novell aan Oracle Cluster File System (OCFS2), hetgeen een belangrijke aanvulling is voor Novell en de inzetbaarheid van SUSE bij zeer grote bedrijven vergroot.